# Estación de Arganzuela-Planetario
Arganzuela-Planetario es una estación de la línea 6 del Metro de Madrid situada bajo el barrio de los Metales, dentro del distrito madrileño de Arganzuela. La estación abrió al público el 26 de enero de 2007.
Con motivo de las obras de automatización de la línea 6, la estación permanece cerrada al público desde el 31 de mayo hasta el 31 de diciembre de 2025. Se ha habilitado la línea 180 de la EMT de Madrid para facilitar los desplazamientos.

## Historia
La estación, que suma una longitud de 183 m se construyó dentro de la línea con esta ya en funcionamiento, por lo que fue necesario cortar un tramo de la misma durante el verano de 2006 para acometer la parte más complicada de las obras, que finalizaron en diciembre de 2006 y fueron ejecutadas por COMSA y Ortiz Construcciones. El presupuesto alcanzó los 51 millones de euros.
La necesidad de construir esta estación se debía a dos factores fundamentales:
- Nacimiento del Barrio de los Metales, inexistente hasta 2000 y zona poco habitada al encontrarse cerca de terrenos con naves industriales que fueron desmanteladas y recalificadas sus parcelas para la construcción de viviendas.
- Gran longitud de la interestación Méndez Álvaro-Legazpi, lo que dejaba a una población muy elevada sin estación de metro cercana pero con el túnel bajo sus calles.

Así, el 26 de enero de 2007, a las 15:00, se abrió al público con el nombre de Arganzuela-Planetario, por estar situada junto al Parque Tierno Galván y el Planetario de Madrid en el distrito de Arganzuela; aunque anteriormente se había barajado el nombre Arganzuela-Bolívar.

## Accesos
Vestíbulo Arganzuela-Planetario
- Bronce C/ Bronce, 1A

## Líneas y conexiones

### Metro
| << cabecera | < estación | línea | estación >    | cabecera >> |
| ----------- | ---------- | ----- | ------------- | ----------- |
| Circular    | Legazpi    |       | Méndez Álvaro | Circular    |